# Final da Copa do Mundo de Clubes da FIFA de 2020
A final da Copa do Mundo de Clubes da FIFA 2020 foi a última partida da Copa do Mundo de Clubes da FIFA 2020, um torneio internacional de futebol de clubes organizado pelo Catar. Foi a 17ª final da Copa do Mundo de Clubes da FIFA, um torneio organizado pela FIFA entre os campeões de cada uma das seis confederações continentais, bem como os campeões da liga do país anfitrião.
A partida foi disputada no Education City Stadium em Al Rayyan em 11 de fevereiro de 2021. O torneio estava originalmente agendado para dezembro de 2020, mas foi transferido para fevereiro devido ao impacto da pandemia COVID-19 na programação das várias competições continentais de clubes.
A final foi disputada entre o alemão FC Bayern München e o mexicano Tigres UANL, com o Bayern de Munique consagrando-se vencedor pelo placar de 1 a 0 e conquistando seu segundo título na competição.
Foi a segunda vez que a final da competição foi disputada entre o europeu e o campeão continental de um continente diferente da América do Sul, uma vez que 2013, 2016 e 2018 o jogo teve a presença do campeão nacional.

## Estádio
O Education City Stadium em Al Rayyan, Qatar foi anunciado como o local final em 23 de dezembro de 2020. A construção do local foi concluída e inaugurada em 2020 e sediará os jogos da Copa do Mundo FIFA de 2022 . Originalmente, o estádio seria o anfitrião da segunda semifinal, do terceiro lugar e da final da Copa do Mundo de Clubes da FIFA 2019, mas as partidas foram transferidas para o Estádio Internacional Khalifa após a abertura do Estádio Education City ser adiada.

## Caminho para a final
| Bayern de Munique | Bayern de Munique | Equipe                               | Tigres UNAL | Tigres UNAL |
| ----------------- | ----------------- | ------------------------------------ | ----------- | ----------- |
| Oponente          | Resultado         | Copa do Mundo de Clubes da FIFA 2020 | Oponente    | Resultado   |
| não disputou      | não disputou      | Segunda rodada                       | Ulsan       | 2–1         |
| Al-Ahly           | 2–0               | Semifinais                           | Palmeiras   | 1–0         |

## Partida

### Final
| 11 de fevereiro | Bayern de Munique | 1 – 0     | Tigres UNAL | Estádio da Cidade da Educação, Al Rayyan |
| 21:00           | Pavard 59'        | Relatório |             | Árbitro: URU Esteban Ostojich            |

| Bayern | Tigres |

| GO                | 1  | Manuel Neuer (c)         |  |     |
| LD                | 5  | Benjamin Pavard          |  | 59' |
| ZA                | 4  | Niklas Süle              |  |     |
| ZA                | 21 | Lucas Hernández          |  |     |
| LE                | 19 | Alphonso Davies          |  |     |
| VO                | 6  | Joshua Kimmich           |  |     |
| VO                | 27 | David Alaba              |  |     |
| MA                | 10 | Leroy Sané               |  | 73' |
| PD                | 29 | Kingsley Coman           |  | 73' |
| PE                | 7  | Serge Gnabry             |  | 64' |
| CA                | 9  | Robert Lewandowski       |  | 73' |
| Substitutes:      |    |                          |  |     |
| GK                | 34 | Lukas Schneller          |  |     |
| GK                | 39 | Ron-Thorben Hoffmann     |  |     |
| DF                | 20 | Bouna Sarr               |  |     |
| MF                | 22 | Marc Roca                |  |     |
| MF                | 24 | Corentin Tolisso         |  | 64' |
| MF                | 28 | Tiago Dantas             |  |     |
| MA                | 42 | Jamal Musiala            |  | 73' |
| FW                | 11 | Douglas Costa            |  | 73' |
| FW                | 13 | Eric Maxim Choupo-Moting |  | 73' |
| Manager:          |    |                          |  |     |
| Hans-Dieter Flick |    |                          |  |     |

| GO               | 1  | Nahuel Guzmán       |     |     |
| LD               | 28 | Luis Rodríguez      | 69' | 80' |
| ZA               | 13 | Diego Reyes         |     |     |
| ZA               | 3  | Carlos Salcedo      |     |     |
| LE               | 29 | Jesús Dueñas        | 42' |     |
| MD               | 20 | Javier Aquino       |     |     |
| MC               | 5  | Rafael Carioca      | 90' |     |
| MC               | 19 | Guido Pizarro (c)   |     |     |
| ME               | 23 | Luis Quiñones       |     |     |
| CA               | 32 | Carlos González     |     |     |
| CA               | 10 | André-Pierre Gignac |     |     |
| Substitutes:     |    |                     |     |     |
| GK               | 35 | Juan Pablo Chávez   |     |     |
| GK               | 50 | Arturo Delgado      |     |     |
| DF               | 4  | Hugo Ayala          |     |     |
| DF               | 14 | Juan Sánchez        |     |     |
| DF               | 18 | Aldo Cruz           |     |     |
| DF               | 21 | Francisco Meza      |     |     |
| DF               | 43 | Érick Ávalos        |     |     |
| MF               | 8  | Jordan Sierra       |     |     |
| MF               | 17 | Leonardo Fernández  |     |     |
| MF               | 22 | Raymundo Fulgencio  |     |     |
| FW               | 33 | Julián Quiñones     |     | 80' |
| FW               | 52 | Patrick Ogama       |     |     |
| Manager:         |    |                     |     |     |
| Ricardo Ferretti |    |                     |     |     |

| Assistant referees: Nicolás Taran (Uruguay) Richard Trinidad (Uruguay) Fourth official: Edina Alves Batista (Brazil) Reserve assistant referee: Neuza Back (Brazil) Video assistant referee: Julio Bascuñán (Chile) Assistant video assistant referee: Khamis Al-Marri (Qatar) | Match rules - 90 minutes. - 30 minutes of extra time if necessary. - Penalty shoot-out if scores still level. - Maximum of twelve named substitutes. - Maximum of five normal substitutions, with a sixth allowed in extra time. - Maximum of one concussion substitute. |